# Banco (film, 1986)
Pour les articles homonymes, voir Banco.
Pour plus de détails, voir Fiche technique et Distribution.
Banco (Heat) est un film américain réalisé par Dick Richards, sorti en 1986.

## Synopsis
Nick Escalante, surnommé Le Mexicain, est un privé qui vit dans la jungle des néons de Las Vegas et qui rêve de Venise la lointaine. Entre les flambeurs des tapis verts et la pègre des jeux, il s'est taillé une solide réputation. C'est pour cela que Holly, son ex-amie, fait appel à lui pour se venger d'un terrible viol dont elle a été victime. Et pour la même raison que Cyrus Kinnick, un jeune millionnaire, l'engage comme garde du corps. Ces deux événements vont précipiter son destin, et c'est au cours d'une soirée mémorable qu'il pourra enfin tenter le "Banco".

## Fiche technique
- Titre français : Banco
- Titre original : Heat
- Réalisation : Dick Richards et Jerry Jameson (non crédité)
- Scénario : William Goldman, d'après son roman
- Musique : Michael Gibbs
- Photographie : James A. Contner
- Montage : Jeffrey Wolf
- Production : Cassian Elwes, George Pappas et Keith Rotman
- Société de production : Escalante Productions
- Société de distribution : New Century Vista Film Company
- Pays :  États-Unis
- Langue : Anglais
- Format : Couleur - Mono - 35 mm - 1.85:1
- Genre : Action
- Durée : 101 min
- Date de sortie :
  -  France : 12 novembre 1986
  -  États-Unis : 13 mars 1987

## Distribution
- Burt Reynolds (VF : Serge Sauvion) : Nick Escalante
- Peter MacNicol (VF : Luq Hamet) : Cyrus Kinnick
- Karen Young (VF : Maïk Darah) : Holly
- Neill Barry : Danny DeMarco
- Howard Hesseman (VF : Sady Rebbot) : Pinchus Zion
- Diana Scarwid (VF : Marion Loran) : Cassie
- Wendell Burton (en) (VF : Patrick Poivey) : Osgood
- Deborah Rush (VF : Emmanuèle Bondeville) : D.D.
- Joseph Mascolo (VF : Michel Barbey) : Baby
- Joanne Jackson (VF : Paule Emanuele) : Millicent
- Joe Klecko : Kinlaw
- Pete Koch (en) : Tiel
- Joseph Bernard (en) : Pit Boss
- Alfie Wise (VF : José Luccioni) : Felix

## Anecdote
- Burt Reynolds et Peter MacNicol se retrouveront onze ans plus tard dans le film Bean.